# Cephalocereus parvispinus
Cephalocereus parvispinus es una especie de planta suculenta perteneciente al género Cephalocereus, dentro de la familia Cactaceae. Es endémica del suroeste de México, concretamente del estado de Oaxaca)

## Descripción
Cephalocereus parvispinus es una especie de cactus columnar, de tallos verdes y ramificados. Tiene un crecimiento arborescente y puede alcanzar los 8 m de altura. Los tallos presentan de 15 a 23 costillas. Sobre ellas se asientan las areolas con espinas muy pequeñas.
Las flores son blanquecinas, de 3,5 a 4 cm de largo, acampanadas y se abren por la noche. La copa floral y el tubo floral están cubiertos de pequeñas escamas sin espinas. Los frutos tienen forma de huevo y están cubiertos por escamas pequeñas y lana. Son de color rojo oscuro y miden de 1,7 a 2,2 cm de largo. En su interior encontramos una pulpa blanca con semillas de color marrón oscuro y con microrelieve rugoso.

## Distribución y hábitat
El área de distribución nativa de esta especie es el suroeste de México (concretamente en el estado de Oaxaca) y crece principalmente en el bioma tropical estacionalmente seco.

## Taxonomía
Cephalocereus parvispinus fue descrita por los botánicos Ángel Salvador Arias Montes, Héctor J. Tapia y Ulises Guzmán Cruz y publicada por primera vez en la revista científica Phytotaxa 392: 150 en el año 2019.
Etimología
- Cephalocereus: nombre genérico que deriva de la palabra griega kephalē (que significa 'cabeza', en alusión a la estructura lanosa llamada cefalio donde nacen sus flores), y la palabra latina cereus (que se traduce como 'vela' o 'cirio'), haciendo alusión a su forma alargada perfectamente recta. También puede hacer referencia al género Cereus, por lo que se traduciría como 'cereus con cabeza o cefalio'.[3]
- parvispinus: epíteto específico que deriva de las palabras latinas parvus (que significa 'pequeño'), y spīnus (que significa 'con espinas'), haciendo referencia a que las plantas de esta especie presentan espinas pequeñas en comparación con otras plantas del género.[4]

## Usos
Se cultiva principalmente como planta ornamental y su propagación se realiza normalmente a través de esquejes o semillas.